# Rick DeMarinis
Rick DeMarinis (* 3. Mai 1934 in New York City; † 12. Juni 2019 in Montana) war ein US-amerikanischer Autor von Romanen, Sachbüchern und Kurzgeschichten.

## Leben
Rick DeMarinis lehrte Creative Writing an der University of Texas at El Paso sowie an der San Diego State University, der University of Montana – Missoula und der Arizona State University.
Von seinen Romanen sind drei ins Deutsche übersetzt worden. Darüber hinaus sind Sammlungen seiner Kurzgeschichten erhältlich, die unter anderem bereits in Zeitschriften wie dem Esquire oder der GQ erschienen. Des Weiteren erschien ein Sachbuch zum Thema Kurzgeschichten, in dem auch fünf seiner Kurzgeschichten abgedruckt sind.

## Werke (Auszug)
- 1975 A lovely monster: the adventures of Claude Rains and Dr. Tellenbeck: a novel
- 1977 Scimitar
- 1978 Cinder
- 1979 Jack & Jill: Two Novellas and a Story (Kurzgeschichten)
- 1986 The Burning Women of Far Cry
- 1979 Under the wheat (Kurzgeschichten)
- 1989 The Year of the Zinc Penny
- 1991 The Voice of America (Kurzgeschichten)
  - Das Jahr des Zinkpennys: Roman, dt. von Hans M. Herzog; Piper Verlag, München; Zürich 1993, ISBN 3-492-11709-0.
- 1991 The coming triumph of the free world: stories (Kurzgeschichten)
- 1994 The Mortician's Apprentice
- 2000 Borrowed Hearts: New and Selected Stories (Kurzgeschichten)
- 2001 A Clod of Wayward Marl
- 2002 Desperado (Kurzgeschichten)
- 2003 A Sky Full of Sand
  - Kaputt in El Paso, dt. von Angelika Müller und Frank Nowatzki; Pulp Master, Berlin 2007, ISBN 978-3-927734-36-4.
- 2004 Apocalypse Then: Stories (Kurzgeschichten)
- 2008 The Art & Craft of the Short Story (Sachbuch).
- 2010 Mama's Boy
- 2012 Virgin in the Woodworks
  - Götterdämmerung in El Paso, dt. von Ango Laina und Angelika Müller; Pulp Master, Berlin 2012, ISBN 978-3-927734-44-9.
- 2015 El Paso Twilight

## Auszeichnungen
- Zwei Auszeichnungen der National Endowment for the Arts Stiftung
- 1986 Drue Heinz Prize für Kurzgeschichten für Under the Wheat
- 1990 Literaturpreis der American Academy of Arts and Letters
- 1999 Independent Book Publishers Award